# Floods
"Floods" és el quart senzill del segon àlbum de Fightstar, One Day Son, This Will All Be Yours. Originalment aquest senzill havia de ser el segon extret de l'àlbum One Day Son, This Will All Be Yours. El senzill que va ocupar aquest lloc però, va ser canviat per We Apologise for Nothing (es creu que les recents inundacions que van succeir al Regne Unit van influenciar aquest canvi).
La cançó va ser lliurada en el seu Myspace el 14 de gener de 2008.

## Llista de pistes
- Senzill en CD (CD Single):

1. "Floods" (Versió de l'àlbum)
2. "Flotation Therapy"
3. "Floods" (Instrumental)
4. "Floods" (Vídeo)
5. "Floods" (Making of del Vídeo)

- 7" Vinyl:

1. "Floods" (Radio Mix)
2. "Zihuatanejo"

- Descàrrega digital:

1. "Floods" (Instrumental)
2. "Floods" (Radio Mix)

- Exclusiva d'iTunes:

1. "Floods" (Acústica)
2. "Floods" (Versió de l'àlbum)

- Paquet exclusiu de Gut Record:

1. "Floods" (Versió de l'àlbum)
2. "Dark Star"

## Posició a les llistes
| LLista (2008)    | Posició |
| ---------------- | ------- |
| UK Singles Chart | 114     |
| UK Rock Chart    | 2       |
| UK Indie Chart   | 3       |

## Personal
- Charlie Simpson — Veu, Guitarra, Teclat
- Alex Westaway — Veu, Guitarra
- Dan Haigh — Baix
- Omar Abidi — Bateria, Percussió

## Comentaris
- Singles reviews (comentaris/crítiques de senzills) de la cadena de televisió stv: 21/02/08 aquí[Enllaç no actiu] (anglès)

Comentaris i crítiques musicals per James Coplin aquí (anglès)